# Chalenata mesonephele
Chalenata mesonephele är en fjärilsart som beskrevs av George Francis Hampson 1910. Chalenata mesonephele ingår i släktet Chalenata och familjen nattflyn. Inga underarter finns listade i Catalogue of Life.